# Neauphle-le-Vieux
Neauphle-le-Vieux è un comune francese di 929 abitanti situato nel dipartimento degli Yvelines nella regione dell'Île-de-France.

## Società

### Evoluzione demografica
Abitanti censiti